# (99972) 1981 EV5
(99972) 1981 EV5 es un asteroide perteneciente al cinturón de asteroides descubierto por Schelte John Bus el día 7 de marzo de 1981 desde el Observatorio de Siding Spring. 

## Designación y nombre
Designado provisionalmente como 1981 EV5.

## Características orbitales
1981 EV5 se encuentra a una distancia media de 3,082 ua, pudiendo alejarse un máximo de 3,226 ua y acercarse un máximo de 2,939 ua. Su excentricidad es de 0,0464. 

## Características físicas
Este asteroide tiene una magnitud absoluta de 14,7. 